# Pimus
Pimus is een geslacht van spinnen uit de familie van de Amaurobiidae (nachtkaardespinnen).

## Soorten
- Pimus desiccatus Leech, 1972
- Pimus eldorado Leech, 1972
- Pimus fractus (Chamberlin, 1920)
- Pimus hesperellus Chamberlin, 1947
- Pimus iviei Leech, 1972
- Pimus leucus Chamberlin, 1947
- Pimus napa Leech, 1972
- Pimus nawtawaketus Leech, 1972
- Pimus pitus Chamberlin, 1947
- Pimus salemensis Leech, 1972